# Wat Chalong
Wat Chalong (in Thai: วัดฉลอง) ist der größte und prominenteste der 29 buddhistischen Tempel (Wat) der Insel Phuket (Thailand).
Der Tempel liegt etwa 8 km südöstlich der Stadt Phuket an der Straße 4021. Hier werden zwei Mönche verehrt, die während der Zeit des Aufstands der Zinnarbeiter lebten und hier wirkten: Luang Pho Chuang und Luang Pho Chaem. Beide waren berühmt für ihre medizinischen Kenntnisse und Fähigkeiten. In einem dem Wat beigeordneten Teakhaus werden Andenken an die beiden Mönche aufbewahrt, u. a. von ihnen getragene Roben sowie Statuen aus Wachs.

Blick auf Wat Chalong
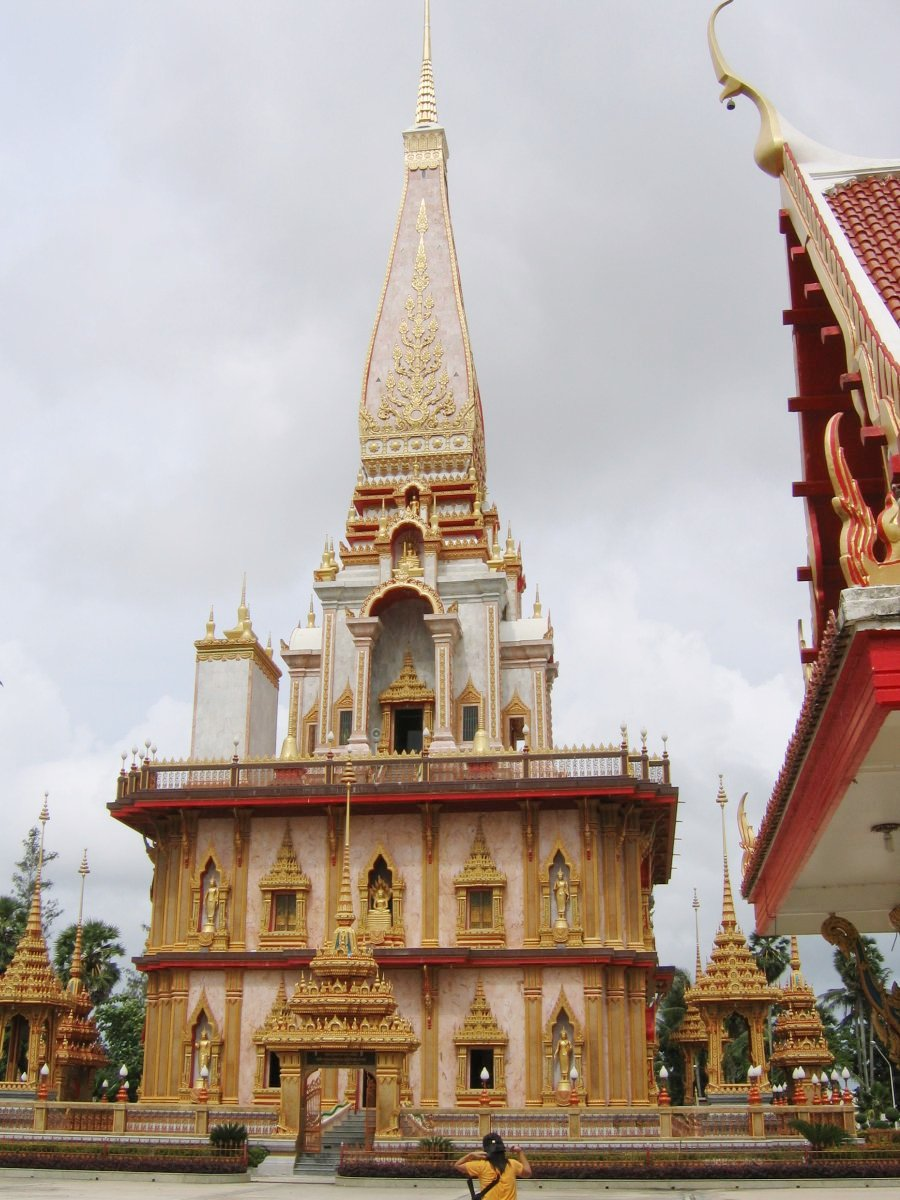
Chedi im Wat Chalong
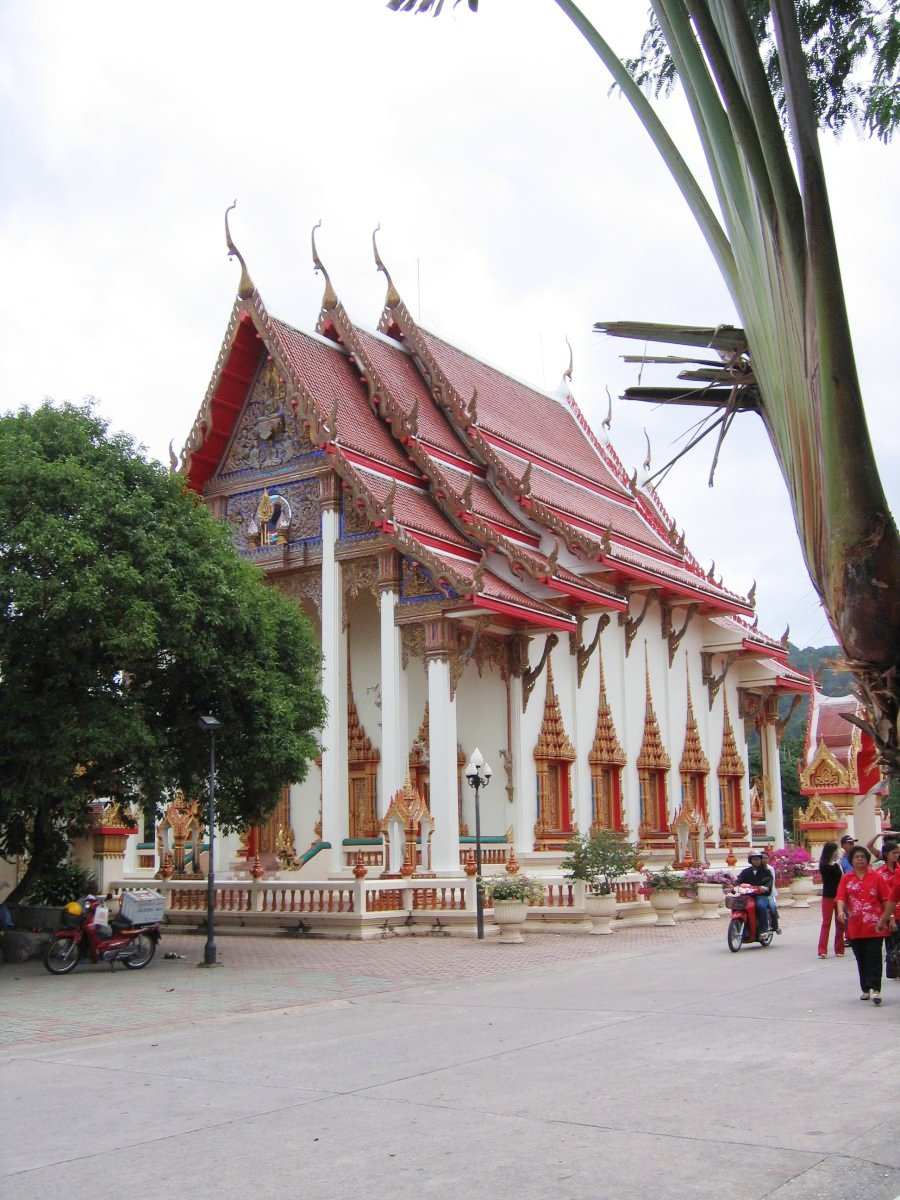
Ubosot des Wat Chalong
Statue eines hoch verehrten Mönchs im Wat Chalong

Koordinaten: 7° 50′ 48″ N, 98° 20′ 12″ O